# Bathycongrus wallacei
Bathycongrus wallacei és una espècie de peix pertanyent a la família dels còngrids.

## Descripció
- Pot arribar a fer 55 cm de llargària màxima.
- Nombre de vèrtebres: 168-181.
- És gris al dors i més clar a la zona ventral.[6]

## Hàbitat
És un peix marí i batidemersal que viu entre 250 i 500 m de fondària.

## Distribució geogràfica
Es troba des del sud de Moçambic fins a KwaZulu-Natal (Sud-àfrica), les illes Filipines, el Japó i Indonèsia.

## Observacions
És inofensiu per als humans.